# Christopher Koch
Christopher John Koch (Hobart, 16 luglio 1932 – Hobart, 23 settembre 2013) è stato uno scrittore australiano.

## Biografia
Di discendenza inglese, tedesca e irlandese, ha compiuto gli studi al Clemes College, il St Virgil's College, l'Hobart High School e l'Università della Tasmania.
Dopo aver conseguito la laurea ha vissuto in Australia, India e Europa e ha lavorato per due anni a Londra come cameriere ed insegnante prima di esordire nella narrativa nel 1958 con il romanzo di formazione The Boys in the Island.
Nel corso della sua carriera ha dato alle stampe otto romanzi e una raccolta di saggi, ha vinto due volte il Miles Franklin Award e nel 1995 è stato nominato Ufficiale (AO) dell'Ordine dell'Australia per il suo contributo alla letteratura australiana.
Noto a livello internazionale per il romanzo del 1978 Un anno vissuto pericolosamente trasposto nell'omonima pellicola 4 anni dopo, è morto di cancro il 23 settembre 2013 all'età di 81 anni.

## Opere

### Romanzi
- Across the Sea Wall (1965)
- Un anno vissuto pericolosamente (The Year of Living Dangerously, 1978), Fidenza, Mattioli 1885, 2023 traduzione di Sebastiano Pezzani ISBN 978-88-6261-858-8.
- The Doubleman (1985)
- Highways to a War (Heinemann, 1995)
- Out of Ireland (1999)
- The Many-Coloured Land: A Return to Ireland (2002)
- The Memory Room (2007)
- Lost Voices (2012)

### Saggi
- Crossing the Gap: a novelist's essays (1993)

### Libri per ragazzi
- The Boys in the Island (1958)

## Adattamenti cinematografici
- Un anno vissuto pericolosamente (The Year of Living Dangerously), regia di Peter Weir (1982)

## Premi e riconoscimenti

### Vincitore
Miles Franklin Award
- 1985 con The Doubleman
- 1996 con Highways to a War[8]